# Zamarada disparata
Zamarada disparata är en fjärilsart som beskrevs av Fletcher 1974. Zamarada disparata ingår i släktet Zamarada och familjen mätare. Inga underarter finns listade i Catalogue of Life.